# Меженко Юрій Олексійович
Меже́нко Ю́рій Олексі́йович (справжнє прізвище Іва́нів або Івано́в) (18 червня 1892, Харків — 21 листопада 1969, Київ) — український бібліограф, бібліотекознавець, книгознавець, літературознавець. Брат перекладача Миколи Іванова.

## Життєпис
Народився 18 червня 1892 року в Харкові, зростав у Чернігові, а університетську науку здобув у Московському університеті. З двадцяти п'яти років він поринає в культурну роботу навколо української книжки, бібліотеки й літератури.
Фактичний керівник бібліотечної справи в роки революції, він був організатором рятування маєткових бібліотек, що лягли в основу Всенародної Бібліотеки, основоположником Української Книжкової Палати, що мала налагодити збирання поточної книжкової та періодичної продукції. Меженко був першим керівником згаданої Всенародної бібліотеки України (1920—1922), що протягом кількох років перетворилася в одну з найбільших бібліотек.
Розмах роботи в цій ділянці просто вражає своєю широтою і плановістю. З первісного задуму реєстрації всієї друкарської продукції в Україні і наукового опрацювання її він створив інституцію, яка може бути зразком постановки наукової роботи з книгою: Український науково-дослідчий інститут книгознавства, так званий УНІК. Орган цього інституту «Бібліологічні вісті» став неперевершеним зразком наукового журналу, присвяченого питанням книгознавства в усіх його ділянках і напрямках. Тут співробітничали найкращі сили місцеві і закордонні, багато уваги приділялось історії української книги, книгознавчій хроніці.

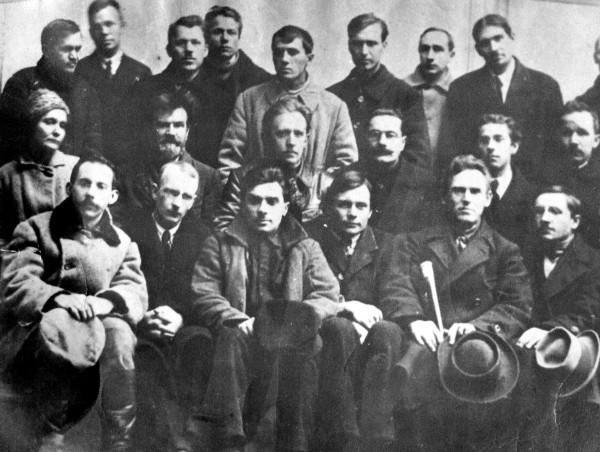
Зустріч харківських і київських митців. Київ, 1923 р. З ліва на право, перший ряд: Максим Рильський, Юрій Меженко, Микола Хвильовий, Майк Йогансен, Григорій Михайлов, Михайло Вериківський. Другий ряд: Наталя Романович, Михайло Могилянський, Василь Еллан-Блакитний, Сергій Пилипенко, Павло Тичина, Павло Филипович. У третьому ряду стоять: Дмитро Загул, Микола Зеров, Михайло Драй-Хмара, Григорій Косинка, Володимир Сосюра, Тодось Осьмачка, Володимир Коряк, Михайло Івченко

Організаційний хист Юрія Меженка виявився і на полі української літератури. Архівно-Бібліотечний Відділ, де він працював, став несподівано якимсь літературним осередком: сюди приходили поети, письменники, мистці; тут обмірковувались проєкти літературних видань. Найчастіше тут можна було побачити дух рано померлого буковинця поета Володимира Кобилянського — перекладача з Гайне і Шиллера, Миколу Терещенка, що згодом став пролетарським поетом, талановитого Дмитра Загула — поета й перекладача Ґетевого «Фауста», символіста Якова Савченка, що через «панфутуризм» прийшов до Спілки пролетарських письменників, та багатьох інших. Все це літературне оточення Меженка було організоване ним в групу «Музагет», де він грав провідну роль як теоретик літератури, хоч саму ідею створення «Музагету» Клим Поліщук приписує собі разом із Д. Загулом. (Клим Поліщук. З ВИРУ РЕВОЛЮЦІЇ. Фрагменти спогадів про «літературний» Київ 1919 р. Львів-Київ, 1923).
Збори «Музагету» відбувалися в квартирі маляра-митця Михайла Жука в приємній артистичній обстановці: стіни були обвішані своєрідними портретами діячів мистецтва і поетів з символічними аксесуарами. Коли вийшов альманах «Музагету» — він був прикрашений кількома такими роботами М. Жука: символічними портретами його сучасників. Юрій Меженко одразу з'ясував собі, що організації молодих письменників нової пореволюційної доби потрібен був міцний теоретичний ґрунт, і тому літературні читання музагетівців переривалися епізодичними студійними екскурсами в теорію стилів і музичної побудови вірша.
Вихід «Музагету» в 1919 році був сенсацією в літературно-мистецьких колах. Великого формату, грубий, з добірними зразками творчости членів Музагету, з цікавими портретами декого з них на окремих картках — він заповняв значні творчі можливості цієї групи. Тичина, що був тоді у зеніті своєї слави, дав три загальновідомі потім поезії: «Міжплянетні інтервали», «Плуг» та «І Бєлий, і Блок, і Єсенін…». Були ще поезії Павла Филиповича, Д. Загула, М. Терещенка, Клима Поліщука, Михайла Жука, Олекси Слісаренка, а також проза Галини Журби. Було і кілька рецензій на збірки поезій і прози Володимира Ярошенка, Клима Поліщука, О. Слісаренка, О. Грудницького. Але вісь альманаха становили дві літературно-публіцистичні статті Юрія Меженка та І. Майдана (Д. Загула), які віддзеркалювали шукання переходового періоду між поезією національного відродження і штучного насадження «інтернаціональних» принципів «пролетарської літератури». Був особисто знайомим із Володимиром Маяковським.
24 січня 1919 року відбулося затвердження Директорією закону про утворення Головної книжкової палати. Директором було призначено відомого діяча бібліотечного руху Юрія Меженка.
1929 року розгорнулася кампанія проти Меженка і керованого ним Інституту книгознавства. Його звинувачували у відірваності від соціалістичного будівництва, академізмі, формалізмі, буржуазному націоналізмі. В роки розгрому українських установ був ліквідований і Український науково-дослідчий інститут книгознавства (УНІК), яким керував Меженко. У 1931 році він подав заяву на звільнення й переїхав до Харкова, де співпрацював з декількома бібліографічно-інформаційними установами. А 1934 року, рятуючись від переслідувань, переїхав до Ленінграду. Там доля пов'язала бібліографа з однією з найбільших бібліотек Росії — Державною публічною бібліотекою ім. М. Є. Салтикова-Щедріна (нині — Російська національна бібліотека), де він керував науково-бібліографічною роботою, працюючи в консультативно-бібліографічному відділі. Десять років трудової біографії (1935—1945) Юрія Олексійовича пов'язано з «Щедрінкою», але за цей порівняно короткий термін він встиг створити власну бібліографічну школу, закласти основу вивчення російської періодики та бібліографії. За безпосередньою участю та під керівництвом Ю. Меженка було видано низку бібліографічних праць, зокрема «Библиография периодических изданий России 1901—1916 гг.», «Опыт работы по составлению библиографии периодических изданий России 1901—1916 гг.», «О задачах и плане „Библиографии русской библиографии“» тощо.
Під час Другої світової війни у період блокади Ленінграда, Меженко продовжував працювати у бібліотеці та брав участь в обороні міста. Здобув медалі «За трудовую доблесть», «За оборону Ленінграда».
Після закінчення Друга світової війни Меженко повернувся до Києва підіймати з руїн Бібліотеку Академії наук УРСР (уже вдруге після періоду 1920—1922 pp.). Короткий термін перебування на посаді директора (1945—1947) він використав для реалізації давньої ідеї національної бібліографії, об'єднавши для її створення зусилля бібліографів Бібліотеки АН УРСР у Києві і тодішнього її філіалу — Львівської академічної бібліотеки. За три роки в Києві та Львові було проведено ґрунтовну роботу в цьому напрямі: визначено основні джерела для поповнення репертуару (за 1798—1916 pp.), взято на картковий облік основну його частину, поповнено книжковий фонд «Україніка».
Однак у 1947 р. в Україні почалась чергова «чистка» української культури. Меженка звинуватили в політичних помилках, заборонили випуск «Наукового збірника Бібліотеки АН УРСР» (що виходив за його редакцією), роботу над «Репертуаром…» припинили, друковані праці Меженка знищили. Лише в 1995 р. фахівці Львівської наукової бібліотеки України ім. В. Стефаника НАН України, розуміючи цінність цієї архівної картотеки, випустили перший том її матеріалів.
Юрій Олексійович був змушений (після тяжкого інфаркту) знову повернутись в Ленінград, учергове він поплатився за ідею створення репертуару української книги, яка була «заповітом Меженка» (Я. Дашкевич). Третя спроба побудувати свій бібліотечний «дім» закінчилася крахом, більше до своєї «нездійсненної мрії» він не повертався ніколи. Треба відзначити, що теоретичні та практичні набутки Ю. Меженка, пов'язані зі створенням «Репертуару української книжки 1798—1916», стали підґрунтям для підготовки з 1991 р. репертуару нової української книжки.
Незважаючи на підірване здоров'я, Меженко багато працював: науковим співробітником кафедри історії техніки Ленінградського політехнічного інституту, викладачем історії та методики бібліографії у Ленінградському державному бібліотечному інституті ім. Н. К. Крупської, керував роботою аспірантів; підготував до друку унікальне видання «Русская техническая периодика, 1800—1916 гг.» (1955), яке стало взірцем наукового бібліографування періодичних видань та здобуло високу оцінку спеціалістів; збирав портрети бібліографів для свого словника; понад 10 років Юрій Олексійович очолював секцію колекціонерів при Ленінградському будинку вчених ім. М. Горького АН СРСР. В умовах духовної несвободи, у яких жив Ю. Меженко, колекціонування книг допомагало йому створити власний світ, власну реальність. Певною мірою це був протест проти пануючого в суспільстві цькування і приниження української культури.
Нині меженківська колекція — музей, що налічує 15 тисяч одиниць. У ній – книгознавча література (понад 3 тис. одиниць), у тому числі чимало рідкісних видань: збірка екслібрисів з літературними цитатами, 500 портретів бібліографів з їхніми біографіями, листами, автографами. «…Шевченківська колекція, закоханість цілого Меженківського життя…» ****. Юрій Олексійович зібрав унікальну і найповнішу у світі колекцію «Шевченкіани», яку згідно із заповітом передали до Інституту літератури імені Т. Г. Шевченка НАН України.
Головним своїм покликанням у «Шевченкіані» Меженко вважав підготовку вичерпної бібліографії з шевченкознавства. У 1930 р. він опублікував «Матеріали до „Шевченкіани“ за роки 1917—1929», підготував до друку «Бібліографію Шевченківської бібліографії» (1940; залишилась у рукописному вигляді), під кінець життя збирав матеріал для покажчика «Що читав Шевченко»; написав численні статті про «Кобзаря» для Української радян¬ської енциклопедії та «Литературной газеты»; опублікував рецензії на книгу «Тарас Шевченко в чеській культурі» і бібліографічний покажчик Ф. К. Сарани «Т. Г. Шевченко: бібліографія ювілейної літератури, 1960—1964». У 1964 р. світ побачив покажчик літератури про Шевченка за 1917—1963 pp. під редакцією Ю. Меженка.
Востаннє Юрій Олексійович приїхав в Україну в 1960 року (на запрошення Головної редакції УРЕ) уже літньою, хворою людиною. З УРЕ він не поривав зв'язків до кінця життя: писав та редагував статті, розшукував необхідні матеріали, давав консультації. Продовжував працювати над Шевченкіаною (за останні роки вона збільшилась на 3 тис. одиниць), збирав матеріали для словника бібліографів. Проблеми зі здоров'ям (непрацездатна права рука, поганий зір) змусили його звузити поле діяльності, хоча цікавих задумів було ще багато. У 1962 р. він остаточно вийшов на пенсію, однак ні на мить не припиняв спілкування з книгознавцями та бібліографами, щедро передаючи їм свої знання та досвід.
Помер Юрій Меженко 24 листопада 1969 року. Похований на Байковому цвинтарі у Києві.

## Творчість
У першій половині двадцятих років Меженко виявив себе як критик з тонким смаком і гострим зором. Один із перших критиків Рильського, Тичини, Загула, Савченка, Хвильового, К. Поліщука, Плужника, Фальківського, Осьмачки. Запам'яталися його більші статті про творчість Павла Тичини («Гроно», 1920), про Миколу Хвильового («Шлях мистецтва», 1923), Євгена Плужника і Михайла Івченка («Життя й революція», 1926), або коротші критичні спостереження в рецензіях на збірки творів Дмитра Загула («Книгар», 1919), Максима Рильського та Якова Савченка («Літературно-Науковий Вістник», 1918), Павла Тичини («Музагет», 1919), Дмитра Фальківського («Життя й революція», 1927).
Історично-літературні етюди Меженка (наприклад, стаття про Івана Нечуя-Левицького у виданні його творів) не були вдалі: він був критик та організатор літератури в першу чергу. В знаменитій літературній дискусії 1925 року він виступав на боці «европейців». З кінця 20-х років цілком переключився на працю навколо книги.
Стаття Меженка «Творчість індивідуума і колектив» формулювала думки української інтелігенції. Меженко твердив: «національність диктує свої вимоги індивідуумові, і не дивно, що ми не знаємо безнаціональних культурних творців або міжнаціональних». Всі думки статті Меженка формульовані так, що вони стосуються не тільки літератури, а мистецтва взагалі, і ці думки поділяли представники образотворчих мистецтв. Великому Нарбутові в цій саме площині доводилося сперечатися з молодими адептами пролетарського образотворчого мистецтва, які хотіли знищити все досьогочасне і будувати нове інтернаціональне. Він говорив, що якби й узяти за мету національне мистецтво, то шлях до нього лежить в ствердженні, а не неґації національного мистецтва.
Меженкова аксіома, як заключний акорд його думок про мистецтво, звучала так. Творчий індивідуум тільки тоді може творити, коли визнає себе істотою вищою над колектив і коли, не підлягаючи колективові, все-таки почуває національну з ним спорідненість. Стаття Майдана (Загула) виходила з цих само принципів. Дуже прозірливо і цікаво, як на свій час (1919), поставив Меженко проблему загрози колективістичної зрівнялівки людини, перетворення її на безобразну комаху-робота. Після Другої світової війни найліпші інтелектуалісти й журнали Заходу не переставали обговорювати цю проблему, як найбільш пекучу, і на тлі того обговорення стаття Меженка здається хоч і не такою свіжою, якою вона була в 1919 році, але і нітрохи не застарілою.
Протягом 1911—1969 років зібрав колекцію «Шевченкіани» — найрізноманітніші матеріали, пов'язані з життям і творчістю Т. Шевченка (налічує понад 15 тис. одиниць зберігання), яку після смерті Меженка за його заповітом було передано в дар Інститутові літератури ім. Т. Г. Шевченка АН УРСР.